# Głownia

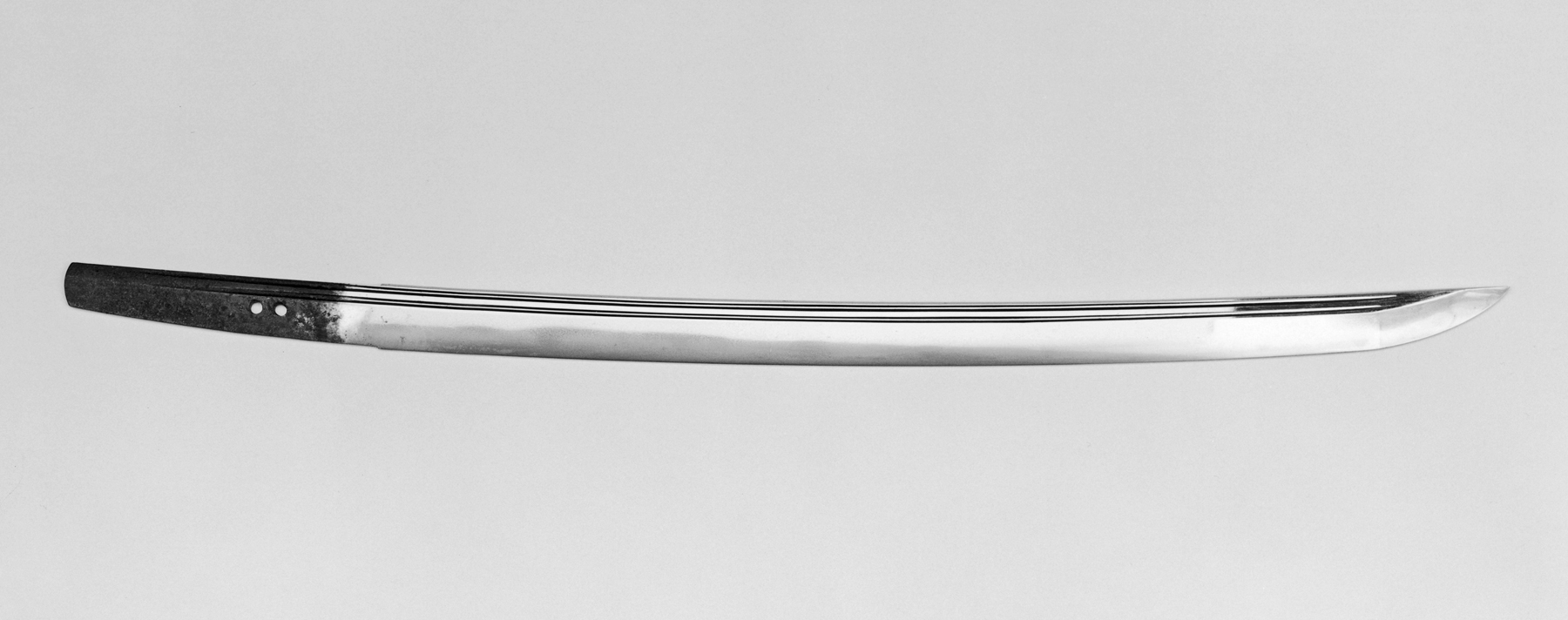
Głownia

Głownia (z niem. klinga, staropol. żelazo, brzeszczot) – podstawowa (główna – stąd nazwa) część broni białej przeznaczona do zadawania i parowania ciosów. Zazwyczaj stanowi przeważającą większość długości i masy całej broni.
Głownia w zależności od typu broni przybiera bardzo zróżnicowane formy. Najczęściej jest płaskim podłużnym elementem wykonanym z metalu (choć nie jest to regułą). Może być prosta lub zakrzywiona, z zaostrzonymi jedną lub obiema krawędziami, często z ostrym sztychem. W broni bocznej najczęściej oprawiana jest w rękojeść natomiast w broni drzewcowej (jako żeleźce) osadzana na drzewcu. Pomiędzy rękojeścią a częścią roboczą głowni często występuje jelec.

## Budowa

Budowa głowni na przykładzie szabli:
A. rękojeść, B, głownia
C. zastawa, D. moc, E. sztych
4. jelec, 5. ostrze
6. grzbiet (tylec), 7. płaz
8. strudzina, zbrocze lub bruzda
9. młotek, 10. pióro

Przekroje głowni jednosiecznych

Przekroje głowni dwusiecznych

Według niemieckich traktatów szermierczych z XIV i XV w. głownia dzieliła się na dwie podstawowe części:
- silną (niem. stark) – bliższą rękojeści
- słabą (niem. schwach) – dalszą od rękojeści, obejmującą też sztych

Funkcjonuje też współczesny podział na podstawowe trzy odcinki, zazwyczaj mające około 1/3 długości. Licząc od rękojeści są to:
- zastawa – część przylegająca do nasady rękojeści i służąca do zastawiania się bronią przed ciosem,
- moc – część środkowa,
- sztych, pazur – ostra część stanowiąca zakończenie głowni,

Dodatkowo, w zależności od budowy, głownia może posiadać:
- trzpień – pręt mocujący głownię do rękojeści,
- nasada – niewielki fragment głowni, przylega bezpośrednio do trzpienia,
- tylec – tępa, tylna strona głowni jednosiecznej,
- grzbiet – krawędź tylca w broniach jednosiecznych,
- pióro – obosieczna część głowni, ok. ⅓-¼ długości, najdalej od rękojeści,
- młotek – próg na tylcu głowni, oddzielający pióro od reszty głowni,
- płaz, lico – płaska, boczna strona głowni,
- podkrzyże – początkowa część zastawy jest węższa poprzez pozbawienie ostrza, służy wówczas jako dodatkowy chwyt.

Obie powierzchnie głowni mogą być uformowane na wiele różnych sposobów na części lub całości długości, np. wgłębienia wzdłużne na profilach głowni:
- grań – w ostrzach graniastych, rozwartokątna krawędź z płaskimi zboczami schodzącymi w stronę ostrza,
- ość – w ostrzach graniastych, zgrubienie głowni, krawędź trochę bardziej ostra od grani i z zapadniętymi zboczami,
- strudzina, struzina – dekoracyjny rowek o przekroju niemal półkolistym (C – jedna na tylcu, E – dwie na płazie),
- zbrocze – płytki, szeroki rowek, na długość do połowy (lub nieco dalej) głowni (D),
- bruzda, bruzdeczka – wąski rowek, na długość do połowy (lub nieco dalej) głowni (D),
- żeberka – krawędzie (o przekroju trójkątnym) kilku równoległych strudzin, powstają na ich styku (E).

Jeśli miecz trzymany jest w zaciśniętej dłoni, otoczony kciukiem (w przeciwieństwie do uchwytu z kciukiem na płazie miecza albo innych), ostrze znajdujące się po stronie kłykci nazywane jest ostrzem długim (niem. lange Schneide) albo prawdziwym (wł. filo dritto), a drugie ostrzem krótkim (niem. kurze Schneide) albo fałszywym (wł. filo falso). Gdy głownia posiada jedną ostrą krawędź nazywa się ją jednosieczną, w przypadku obu – obosieczną, choć występują również głownie z nieostrzonymi krawędziami a jedynie z ostrym sztychem – kolne. Przy określaniu obszarów głowni mówi się, że głownia „biegnie od rękojeści w dół”.